# Helmut Fischer (Schwimmer)
Helmut Fischer (* 29. Januar 1911 in Bremerhaven; † 29. Februar 1996 in Bremen) war ein deutscher Schwimmer, mehrfacher deutscher Meister und Olympiateilnehmer. Er startete für den Bremischen Schwimmverein (BSV) im Bremischen Schwimmverband. Wegen seiner großen sportlichen Erfolge war er in den 1930er Jahren das Idol der deutschen Schwimmerjugend.

## Sportliche Erfolge
Helmut Fischer gewann fünfmal in Folge – 1935, 1936, 1937, 1938 und 1939 – die Deutsche Meisterschaft über 100 m Freistil.
Bei den Europameisterschaften 1934 in Magdeburg gewann er in 59,8 s die Silbermedaille knapp hinter dem Ungarn Ferenc Csik (Gold in 59,7 s) und vor seinem Landsmann Otto Wille (Bronze in 1:01,2 min.)
Fischer stellte 1936 einen deutschen Rekord im 100-m-Kraulschwimmen mit der Zeit von 57,9 Sekunden auf. Diese Bestleistung hatte 21 Jahre lang Bestand.
Bei den Olympischen Spielen 1936 in Berlin errang er zwei fünfte Plätze:
- über 100 m Freistil in 59,3 s Mit einer Wiederholung seiner Vorlaufleistung von 57,9 s wäre Fischer in die Medaillenränge gekommen. Gold ging an den Ungarn Ferenc Csik in 57,6 s.
- mit der 4 × 200 m Freistilstaffel (Besetzung: Werner Plath, Wolfgang Heimlich, Hermann Heibel und Helmut Fischer) in 9:19,0 min Gold gewann Japan in der Weltrekordzeit von 8:51,5 min.

Im März 1938 schwamm Fischer mit der Vereinsstaffel vom BSV zusammen mit Eduard Askamp, Hermann Heibel und Hans Freese im Bremer Hanse-Bad die damalige Weltrekordzeit von 4:03,6 Minuten.
Wie viele erfolgreiche Spitzensportler seiner Zeit war auch Fischer während seiner Trainings- und Wettkampfzeiten ein beliebtes Motiv der Presse- und Sportfotografen wie Gerhard Riebicke und Heinrich Hoffmann.

## Leben nach der sportlichen Karriere
Fischer war nach dem Zweiten Weltkrieg in Bremen als Gastwirt tätig. Später lebte er ein zurückgezogenes Leben als Rentner.
Helmut Fischer starb im Februar 1996 im Alter von 85 Jahren in Bremen. Er fand seine letzte Ruhestätte auf dem dortigen Friedhof Huckelriede.